# Leonid Maximowitsch Leonow

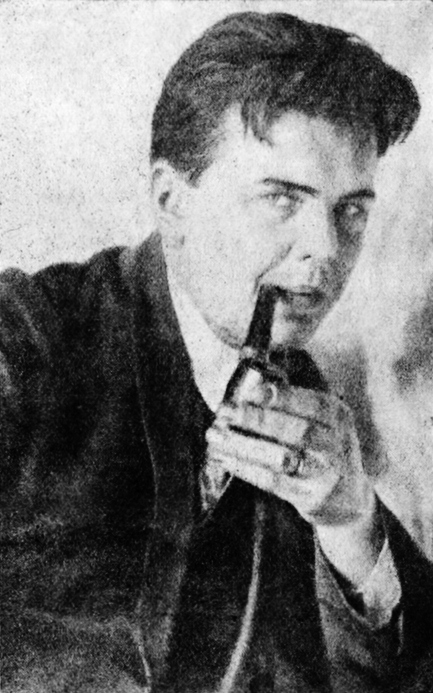
Leonid Maximowitsch Leonow

Leonid Maximowitsch Leonow (russisch Леонид Максимович Леонов, wiss. Transliteration Leonid Maksimovič Leonov; * 19. Maijul. / 31. Mai 1899greg. in Moskau; † 8. August 1994 ebenda) war ein russischer Schriftsteller und Dramatiker.

## Leben
Seine Kindheit und seine Knabenjahre verbrachte er teils in Moskau, teils in dem Dorf Poluchino des Gouvernements Kaluga. Schon als fünfzehnjähriger Gymnasiast begann er, Gedichte zu schreiben. Er machte sein Abitur 1918 und arbeitete während des Bürgerkrieges als Korrespondent.
Für seinen Roman Der russische Wald erhielt er 1957 als erster Erzähler den Leninpreis. Leonow galt als ein herausragender Vertreter des Sozialistischen Realismus. Doch ist sein spätes Werk nach Auffassung von Literaturkritikern von Dostojewski beeinflusst.
In seinen Büchern und Aufsätzen forderte Leonow ein Ende des Raubbaus an den russischen Naturressourcen sowie eine nachhaltige Forstwirtschaft. Er trat dafür ein, den Wald zu einem Rechtssubjekt zu erheben, hatte allerdings keinen Erfolg mit dieser Forderung. Er gilt als Begründer einer öffentlichen Diskussion über Umweltverschmutzung und andere ökologische Probleme in der Sowjetunion.

## Werke

### Romane
- Барсуки / Barsuki (The Badgers, Die Dachse) 1924 russische Ausgabe; 4. Aufl. 1927
- Вор / Wor (The Thief, Der Dieb) 1927
- Соть / Sot (Werk im Urwald) 1930
- Скутаревский / Skutarewski (Skutarevsky, Professor Skutarewski) 1932
- Дорога на океан / Doroga na okean (The Road to Ocean, Weg zum Ozean) 1936
- Русский лес / Russki les (The Russian Forest, Der russische Wald) 1953
- Пирамида / Piramida (The Pyramid, Die Pyramide) 1994

### Erzählungen und Novellen
- Бурыга (Burgya) 1922
- Гибель Егорушки (Jegoruschkas Ende) 1922
- Валина кукла (Waljas Puppe) 1922
- Туатамур (Tuatamur) 1922 russische Ausgabe von 1924
- Петрушинский пролом (Umsturz in Hahnendorf) 1922 russische Ausgabe von 1923
- Деревянная королева (Die hölzerne Dame) 1923 russische Ausgabe von 1923
- Конец мелкого человека (Des kleinen Mannes Ende, deutsch 1926) 1922, 1960
- Aufzeichnungen etlicher Episoden, zu Papier gebracht in der Stadt Goguljow von Andrej Petrowitsch Kowjakin 1923. Dt. Aufzeichnungen eines Kleinstädters. Aus dem Russischen übertragen von Hans Ruoff. Klett-Cotta, Stuttgart 1992, ISBN 3-608-95943-2.
- Tannu-Tuva : das Land des blauen Flusses. russische Ausgabe von 1927
- Dunkles Wasser. Übers. Fritz Schwiefert in Dreissig neue Erzähler des neuen Russland: eine Sammlung junger russischer Prosa. Berlin : Malik 1929 Digitalisat Google Books, S. 233–250
- Der schwarze Star 1928
- Der Vagabund 1928
- Die Rache 1928
- Weisse Nacht 1928
- Seines Bruders Frau 1930
- Бегство мистера Мак-Кинли (The Escape of Mr. McKinley, Die Flucht des Mister McKinley) 1961; verfilmt 1975
- Evgenia Ivanovna 1938, 1963

## Auszeichnungen
- Staatspreis der UdSSR 1977[4]
- Stalinpreis 1943
- Leninpreis 1957
- Held der sozialistischen Arbeit 1967
- Leninorden 6-mal[4]
- Orden der Oktoberrevolution 2-mal[4]
- Orden des Roten Banners der Arbeit 2-mal[4]
- Orden des Vaterländischen Krieges I. Klasse[4]
- Aufnahme in die Sowjetische Akademie der Wissenschaften 1972